# Közös eloszlás
A valószínűségszámításban a közös eloszlás egy lehetőség arra, hogy több alacsonyabb, általában egydimenziós valószínűségi mértékből konstruáljon egy magasabb dimenziós valószínűségeloszlást. Erre példa a multinomiális eloszlás. Mértékelméleti szempontból képmértékről van szó. Így valószínűségi változók közös általánosítása a valószínűségi változók eloszlásának.

## Definíció
Adva legyen egy  {\displaystyle (\Omega ,{\mathcal {A}},P)} valószínűségi mező, egy 
{\displaystyle I} indexhalmaz,  {\displaystyle (X_{i})_{i\in I}}  valószínűségi változók és az {\displaystyle (\Omega _{i},{\mathcal {A}}_{i})} eseményterek. Legyen
{\displaystyle \Omega _{I}:=\prod _{i\in I}\Omega _{i}}
az alaphalmazok Descartes-szorzata, továbbá 
{\displaystyle {\mathcal {A}}_{I}:=\bigotimes _{i\in I}{\mathcal {A}}_{i}}
a megfelelő szorzat-σ-algebra. Ekkor az {\displaystyle (\Omega _{I},{\mathcal {A}}_{I})} téren értelmezett
{\displaystyle P_{(X_{i})_{i\in I}}\left(\prod _{i\in I}A_{i}\right):=P\left(\bigcap _{i\in I}\{X_{i}\in A_{i}\}\right)=P\left(\bigcap _{i\in I}X_{i}^{-1}(A_{i})\right)}
valószínűségi mérték definiálva van minden {\displaystyle A_{i}\in {\mathcal {A}}_{i}} halmazra. Ez az {\displaystyle X_{i}} valószínűségi változók közös eloszlása.

## Példa
Legyen {\displaystyle (\Omega ,{\mathcal {A}},P)} valószínűségi mező, ahol
{\displaystyle \Omega =\{1,\dots ,6\}^{2}{\text{ és }}{\mathcal {A}}={\mathcal {P}}(\Omega )}
diszkrét egyenletes valószínűséggel az alaphalmazon. Ez megfelel egy szabályos kockával való dobásnak. 
Az első valószínűségi változó
{\displaystyle X_{1}(\omega )=\omega _{1}+\omega _{2}},
ami két kockadobás összege és leképezi az {\displaystyle (\Omega _{1},{\mathcal {A}}_{1})} halmazt az {\displaystyle \Omega _{1}=\{2,\dots ,12\}} halmazra, továbbá {\displaystyle {\mathcal {A}}_{1}={\mathcal {P}}(\Omega _{1})}.
A másik valószínűségi változó 
{\displaystyle X_{2}(\omega )={\begin{cases}1&{\text{ ha }}\omega _{1}{\text{ páros}}\\0&{\text{ ha páratlan }}\end{cases}}}
és arról szolgáltat információt, hogy az első dobott szám páros-e. Az {\displaystyle (\Omega _{2},{\mathcal {A}}_{2})} halmazt {\displaystyle \Omega _{2}=\{0,1\}}-re képezi, valamint {\displaystyle {\mathcal {A}}_{2}={\mathcal {P}}(\Omega _{2})}.
A közös eloszlás valószínűségi mérték a {\displaystyle \{2,\dots ,12\}\times \{0,1\}} halmazon, ellátva a szorzat-σ-algebrával. A valószínűségi mértéket elég a generátorokra megadni, itt tehát az  {\displaystyle |\Omega _{1}|\cdot |\Omega _{2}|=11\cdot 2=22} típusú {\displaystyle \{(\omega _{1},\omega _{2})\}\subset \Omega _{1}\times \Omega _{2}} eseményekre. Az egyszerűség kedvéért itt csak néhány valószínűséget adunk meg.
{\displaystyle P_{X_{1},X_{2}}(\{(3,1)\})=P(X_{1}^{-1}(\{3\})\cap X_{2}^{-1}(\{1\}))}
{\displaystyle =P(\{(1,2),(2,1)\}\cap \{2,4,6\}\times \{1,\dots ,6\})=P(\{(2,1)\})={\frac {1}{36}}}
{\displaystyle P_{X_{1},X_{2}}(\{(2,1)\})=P(X_{1}^{-1}(\{2\})\cap X_{2}^{-1}(\{1\}))}
{\displaystyle =P(\{(1,1)\}\cap \{2,4,6\}\times \{1,\dots ,6\})=P(\emptyset )=0}
{\displaystyle P_{X_{1},X_{2}}(\{(4,0)\})=P(X_{1}^{-1}(\{4\})\cap X_{2}^{-1}(\{0\}))}
{\displaystyle =P(\{(1,3),(3,1),(2,2)\}\cap \{1,3,5\}\times \{1,\dots ,6\})=P(\{(1,3),(3,1)\})={\frac {2}{36}}}.

## Egyértelműség
A valószínűségi változók eloszlását nem közvetlenül a szorzat-σ-algebrák szorzatára definiálják, hanem csak a mértékterek σ-algebráinak egyenkénti szorzataira. Mivel azonban ez generálja a szorzat-σ-algebrát, a fenti definíció egyértelműen kiterjeszthető a teljes szorzat-σ-algebrára.

## Kapcsolat a függetlenséggel
Valószínűségi változók közös eloszlásával vizsgálható függetlenségük. Teljesülnek a következők:
- Az {\displaystyle (X_{i})_{i\in I}} valószínűségi változók pontosan akkor függetlenek, ha közös eloszlásuk megegyezik a szorzatmértékkel, tehát

{\displaystyle P_{(X_{i})_{i\in I}}=\bigotimes _{i\in I}P_{X_{i}}}
- Ennek közvetlen következménye, hogy ha a közös eloszlásfüggvény megegyeik az eloszlásfüggvények szorzatával, akkor az is ekvivalens a függetlenséggel.

Akárhány valószínűségi változó esetén minden véges részhalmazt vizsgálni kell a függetlenségre, ami megtehető a fenti kritériumok valamelyikével.

## Alkalmazások
A közös eloszlásokat a többdimenziós valószínűségeloszlásokkal együtt használják a peremeloszlásokra vett feltételes eloszlások vizsgálatára. A feltételes eloszlás modellezi az előzetes tudást a valószínűségi változókról.

## Származtatott fogalmak

### Közös eloszlásfüggvény
Egy valószínűségi változó eloszlásfüggvényéhez hasonlóan értelmezhető a közös eloszlás.  Ez egy 
{\displaystyle F_{(X_{i})_{i\in I}}:\mathbb {R} ^{|I|}\to [0,1]} függvény, melynek definíciója
{\displaystyle F_{(X_{i})_{i\in I}}(x)=P(X_{i}\leq x_{i}{\text{ minden }}i\in I)=P\left(\bigcap _{i\in I}\{X_{i}\leq x_{i}\}\right)} esetén.
Gyakran csak {\displaystyle F_{I}} jelöli.

### Közös sűrűségfüggvény
A közös sűrűségfüggvény, hasonlóan a valószínűségi változó sűrűségfüggvényéhez, ha létezik, akkor egy függvény, amire teljesül, hogy
{\displaystyle F_{I}(x_{i_{1}},\dots ,x_{i_{n}})=\int _{-\infty }^{x_{i_{1}}}\dots \int _{-\infty }^{x_{i_{n}}}f(t_{1},\dots ,t_{n})\mathrm {d} t_{1}\dots \mathrm {d} t_{n}}
Itt az indexhalmaz {\displaystyle I=\{i_{1},\dots ,i_{n}\}}.

### Peremeloszlás
A valószínűségi vektorváltozókhoz hasonlóan a közös eloszlások peremeloszlásai is értelmezhetők alacsonyabb dimenziós vetületként. Speciális esetként visszakapjuk az eredeti valószínűségi változók eloszlásait is.
{\displaystyle A_{j}\in {\mathcal {A}}_{j}} als
{\displaystyle P^{j}(A_{j})=P_{(X_{i})_{i\in I}}\left(A_{j}\times \prod _{i\in I,i\neq j}\Omega _{i}\right)}.
A peremeloszlások eloszlásfüggvényei a peremeloszlások, sűrűségfüggvényei a peremsűrűségek.

## Fordítás
Ez a szócikk részben vagy egészben  a   Gemeinsame Verteilung von Zufallsvariablen című német Wikipédia-szócikk fordításán alapul.  Az eredeti cikk szerkesztőit annak laptörténete sorolja fel. Ez a jelzés csupán a megfogalmazás eredetét és a szerzői jogokat jelzi, nem szolgál a cikkben szereplő információk forrásmegjelöléseként.